# Vermileonidae
A Vermileonidae a légyalkatúak alrendjének (Brachycera), a Vermileonomorpha alrendág egyetlen családja, melyet korábban csak mint nemzetséget (Vermileo) kezeltek a kószalégyfélék családján (Rhagionidae) belül, de a legújabb molekuláris biológiai és kladisztikai eredmények alapján külön alrendági illetve családi rangot kapott. Egyesek szerint a bögölyalakúak (Tabanomorpha) testvércsoportja, így azokkal összevonhatók.

## A lárvák életmódja
A Vermileonomorphák legkülönlegesebb sajátossága a lárvák különleges életmódja. A recésszárnyú fátyolkákhoz (Neuroptera) hasonlóan ezek a lárvák is a laza talajba vájnak maguknak tölcsér alakú mélyedést, melynek alján helyezkednek el, rögzítik magukat a megnagyobbodott hátsó testszelvényeik erőteljes sertéivel és nyúlványaival, és a homokba ágyazódva várják a gödröcskébe belecsúszó rovarokat, melyeket aztán elfogyasztanak. Az elfogott rovart nyálmirigyeik váladékával belülről feloldják, és az elfolyósodott szövetnedvet aztán kiszívják a kitinburokból. Éjjel aztán kidobják a kitinburkot a gödörből, illetve a tölcsért is éjjel építik a lárvák. A homokot úgy hányják ki a gödörből, hogy testüket kapocsszerűen behajlítják, majd hirtelen „kicsapódva” kilökik a homokot. A kisebb lárvák elsősorban ősrovarokat, míg a nagyobbak már inkább hangyákat zsákmányolnak.